# Вязищи (Калужская область)
Вязищи — деревня в Износковском районе Калужской области России. Входит в сельское поселение «Деревня Алексеевка»
Вя́зiшча — заросли вяза, бобровое вязище— место обитание бобров, бобровая хатка, также шалаш вообще, связка чего-либо.
Пачка — связка, кипа чего-то. Пачканин — неряха, плохой маляр.

## География
Находится  на реке Изверь, у Варшавского шоссе, на дороге Воронки — Голенки.
Рядом — Воронки.

## Население
| 2002 | 2010 |
| ---- | ---- |
| 6    | ↘3   |

## История
Археологические исследования вблизи деревни, связанные с созданием «Свода памятников истории и культуры народов СССР»  были проведены А.С. Фроловым.  Им были открыты и обследованы стоянка периода мезолита и селище периода позднего средневековья. Стоянка относится к VII-VI тысячелетию до н. э и расположена она в 400 м к северу от деревни, на мысу первой надпойменной террасы левого берега реки Изверь. Селище датируется XIV-XVII веками, расположено там же.
В 1782-м году тут пустошь Пачкалино Морозовской волости Медынского уезда.